# Vodotěsnost
Vodotěsnost (waterproof) respektive odlišný termín voděodolnost (water resistant) vypovídá o vlastnosti pouzdra hodinek nepropouštět vlhkost a vodu. 
Hodinky jsou rozděleny do jednotlivých skupin dle stupně vodotěsnosti. Například označení 30M (3 ATM) znamená, že hodinky mají odolat tlaku v hloubce 30 metrů (3 atmosfér ATM. 1 ATM = 10 metrů hloubky pod hladinou vody = 1 bar . Tato měření jsou ovšem prováděna v laboratorních podmínkách, v praxi ale dochází pohybem pod vodou k navyšování tlaku a reálná hodnota ochrany je proto mnohem nižší. Např. hodinky s vodotěsností 30M vydrží déšť nebo mytí rukou, ale nelze je vůbec ponořit bez rizika zalití jejich vnitřku.
Obdobnou obecnější charakteristikou pro elektrická zařízení je stupeň krytí IP.

## Hodinky

### Normy
Od roku 1990 existuje norma ISO 2281, která do značné míry sjednotila praxi značení (před tím značení do jisté míry záviselo na praxi výrobce) pro hodinky běžného každodenního užívání. Sjednocování pokračovalo v aktualizaci normy z roku 2010 ISO 22810. Pro kategorii potápěčských hodinek vyšla přísnější norma ISO 6425 v roce 1996 a je užívána doposud.
Hodinky certifikované podle normy ISO 2281(0) jsou značeny (na dýnku a případně ciferníku) water resistant (označování waterproof bylo zakázáno) a k tomu číselný údaj, to buď v metrech, jednotkách tlaku (atmosférách, resp. barech), u hodinek určených pro americký trh se lze setkat se značením ve stopách (ft.). Všechna čísla značí, že hodinky by měly odolat tlaku vody v příslušné hloubce (10 metrů vytváří tlak 1 atmosféry či baru). ISO 2281(0) rozeznává čtyři stupně 30M (=3ATM), 50M, 100M a 200M.

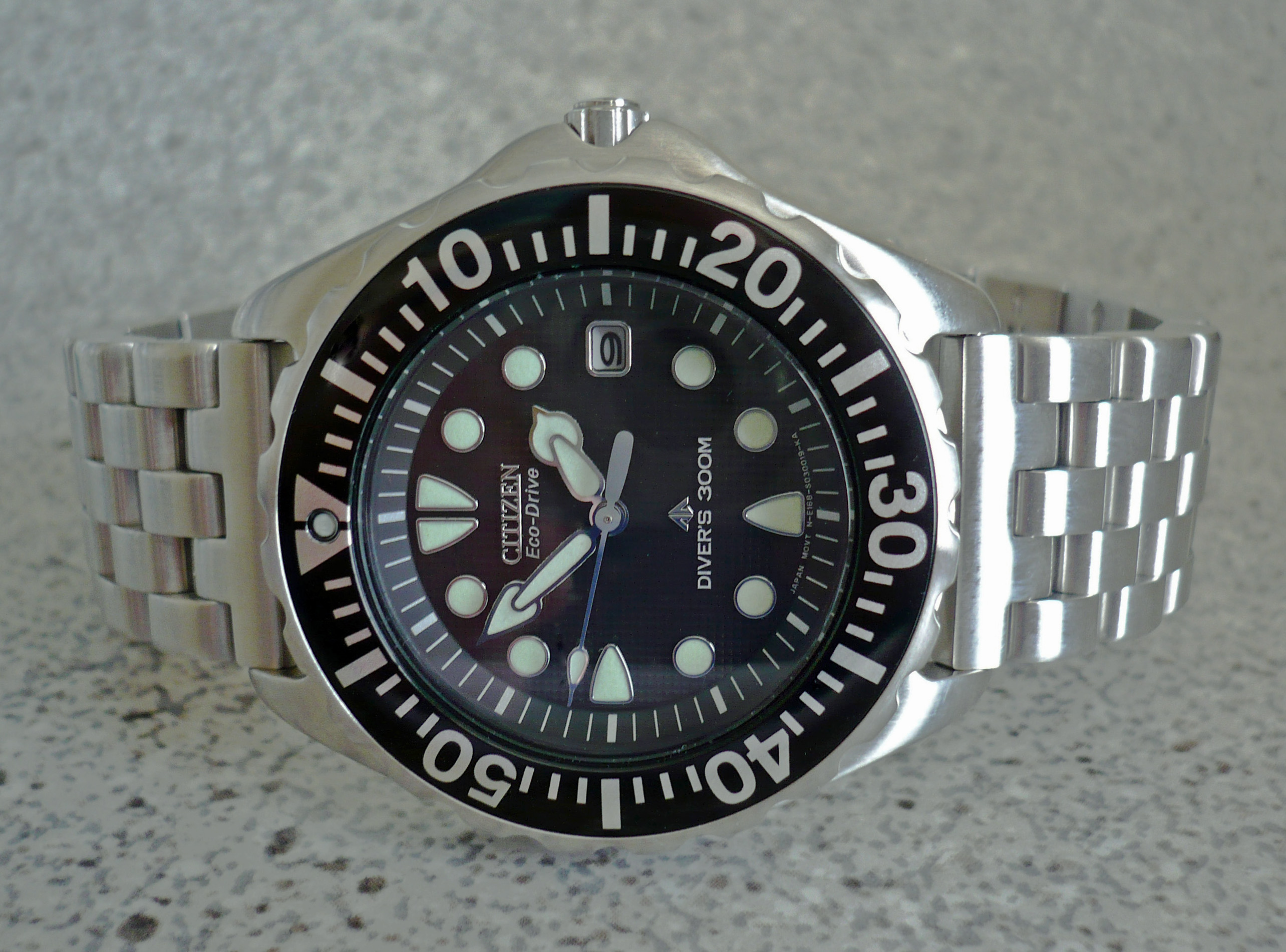
Ciferník hodinek certifikované ISO 6425 „Diver’s 300M“

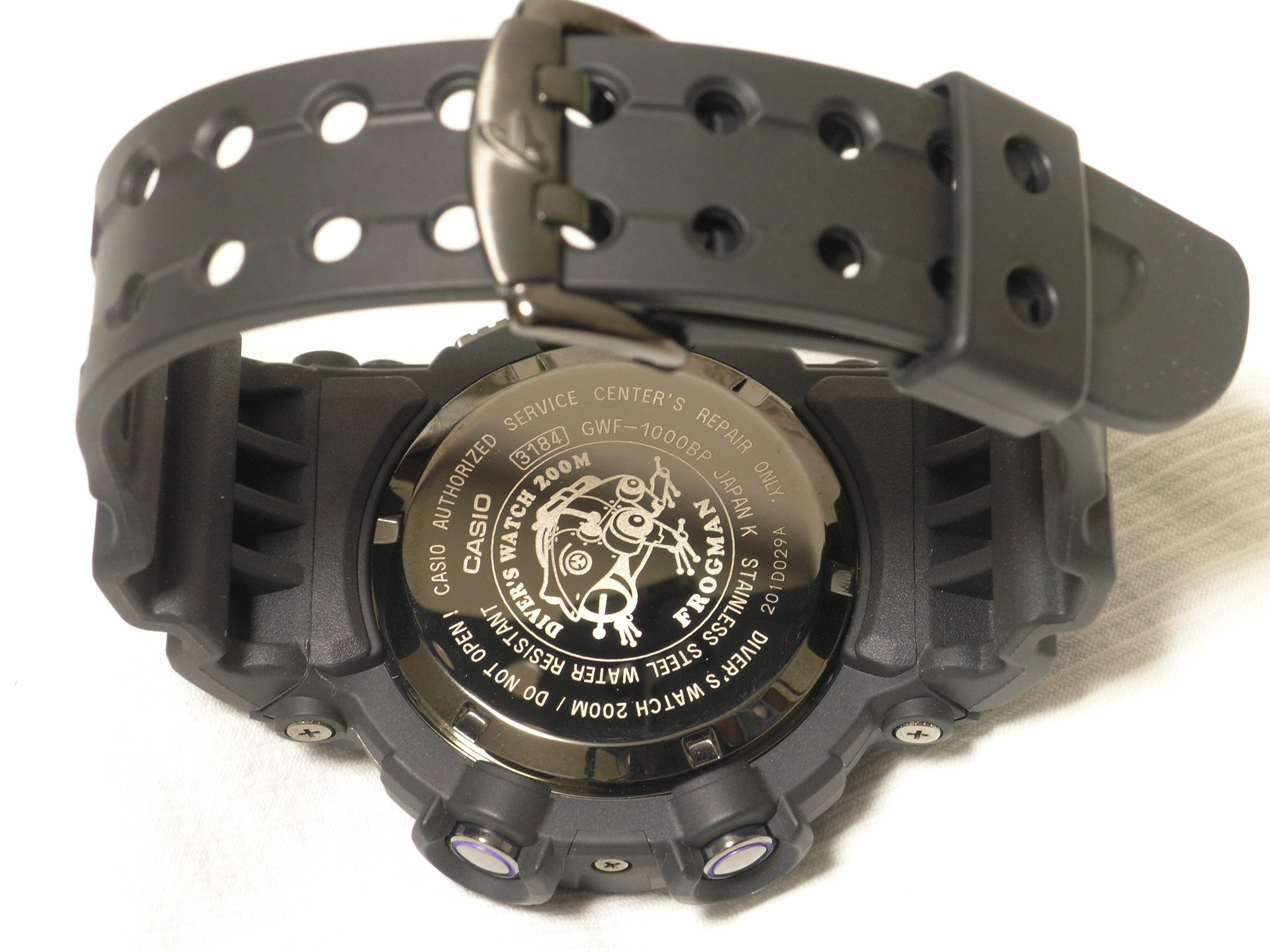
Dýnko Casia G-Shock certifikované podle ISO 6425 na 200 m

Hodinky, které splňují přísnější normu ISO 6425, se označují diver’s. Tyto musí mít nejméně vodotěsnost 100 metrů, přičemž na hodinkách se musí testovat tlak 125 % deklarované hloubky (tedy hodinky těsné 200 m podle ISO 2281 jsou testovány jen na 200 m, potápěčské podle ISO 6425 se musí testovat na tlak 250 m) a sledují se i další vlastnosti. Například se testuje dekomprese, odolnost proti korozi, odolnost proti magnetickému ovlivnění, nárazu. Musí také mít obsahovat otočnou lunetu, se kterou lze pohybovat v jednom směru, musí mít aplikovanou luminiscenci a další.

### Tabulka vodotěsnosti
| Stupeň vodotěsnosti | vhodné činnosti                                                            | poznámky                                                                                          |
| ------------------- | -------------------------------------------------------------------------- | ------------------------------------------------------------------------------------------------- |
| 30M                 | Vhodné pro každodenní činnosti, odolají náhodnému kontaktu s vodou (dešti) | Nevhodné pro potápění                                                                             |
| 50M                 | Vhodné pro plavání, rybaření a další činnosti na vodní hladině             | Nevhodné pro potápění                                                                             |
| 100M                | Vhodné pro šnorchlování, plavbu, vodní sporty                              | Nejnižší stupeň těsnosti pro potápěčské hodinky (ISO 6425)                                        |
| 200M                | Vhodné pro přístrojové potápění                                            | Potápěčské hodinky (podle ISO 6425) mají zpravidla tento stupeň                                   |
| 300M+               | Vhodné pro potápění s dýchací směsí                                        | Hodinky nad 300M jsou zvlášť uzpůsobeny pro potápění s dýchací směsí, což bývá ve značení zmíněno |

### Rizikové faktory
Nejčastěji dochází k proniknutí vlhka do pouzdra hodinek skrz korunku. Použitím šroubovací korunky dochází k výraznému zvýšení vodotěsnosti. V žádném případě se nedoporučuje manipulovat s korunkou ve vodě. Obdobnou slabinu mohou představovat spoje pouzdra a dýnka. Menší slabinou jsou spoje sklíčka a pouzdra. Z hlediska dlouhodobějšího užívání potom riziko představuje stárnutí těsnění (z gumy, která stárne rychleji než kovové pouzdro) a korozivní působení vody (zejména mořské).